# Національна академія природоохоронного і курортного будівництва
Націона́льна акаде́мія природоохоро́нного і куро́ртного будівни́цтва — вищий навчальний заклад державної форми власності IV рівня акредитації. Знаходиться на тимчасово окупованій Росією території Автономної республіки Крим.

## Історія
Академію засновано в 1960 році. Національна академія природоохоронного та курортного будівництва - це сучасний науковий центр. Вчені академії виконують унікальні науково-дослідні роботи з проблем стійкості і сейсмостійкості будівель, споруд і територій, екології та економіки регіону. В академії є унікальна Науково-технічна бібліотека з фондом понад 3,5 млн примірників. Підготовче відділення з навчання іноземних студентів працює з 1992 року.
12 листопада 2014 року Міністерство освіти та науки України розірвало контракт та звільнило з посади ректора вишу Федоркіна Сергія Івановича.

## Навчання
Підготовка іноземних студентів здійснюється за наступними напрямками:
- інженерне;
- медичне;
- економічна;
- гуманітарне.

Ліцензійний обсяг прийому студентів в академії складає більше 1800 чоловік, у тому числі на денну форму навчання — близько 1000 чоловік. Загальний контингент студентів — понад 6000.
В Академії на 24 кафедрах, працюють 32 доктори наук, професори , 106 кандидатів наук і 100 доцентів. Академія підтримує зв'язки з навчальними закладами та науковими центрами Росії, Німеччини, Франції, Польщі, Голландії, США, Ірану, Китаю, В'єтнаму та інших країн. Викладачі та студенти Академії проходять стажування в Університетах провідних країн світу, беруть активну участь у міжнародних конференціях та конкурсах.

## Спеціальності
- економічна кібернетика;
- економіка підприємства;
- фінанси і кредит;
- облік і аудит;
- менеджмент;
- електротехніка та електротехнології;
- будівництво.

## Структура
До складу НАПКБ входять:
- Архітектурно-будівельний факультет;
- Факультет водних ресурсів та енергетики;
- Факультет економіки і менеджменту;
- Факультет перепідготовки кадрів і підвищення кваліфікації;

центри :
- Довузівської підготовки (підготовчі курси);
- По роботі з іноземними громадянами;
- Перепідготовки спеціалістів (друга вища освіта);

У складі академії функціонують:
- Навчально-науково-виробничий інститут «Консоль» та навчально-науково-виробничий комплекс «Академія»;
- Науково-дослідна частина, до складу якої входить науково-виробничий комплекс з атестованими науковими лабораторіями «Академія».